# Eucynorta analis
Eucynorta analis is een hooiwagen uit de familie Cosmetidae.